# 神戸新聞杯
神戸新聞杯（こうべしんぶんはい）は、日本中央競馬会（JRA）が阪神競馬場で施行する中央競馬の重賞競走（GII）である。
「神戸新聞」は、神戸新聞社が発行する日刊紙。同社より寄贈賞の提供を受けている。
正賞は神戸新聞社賞。

## 概要

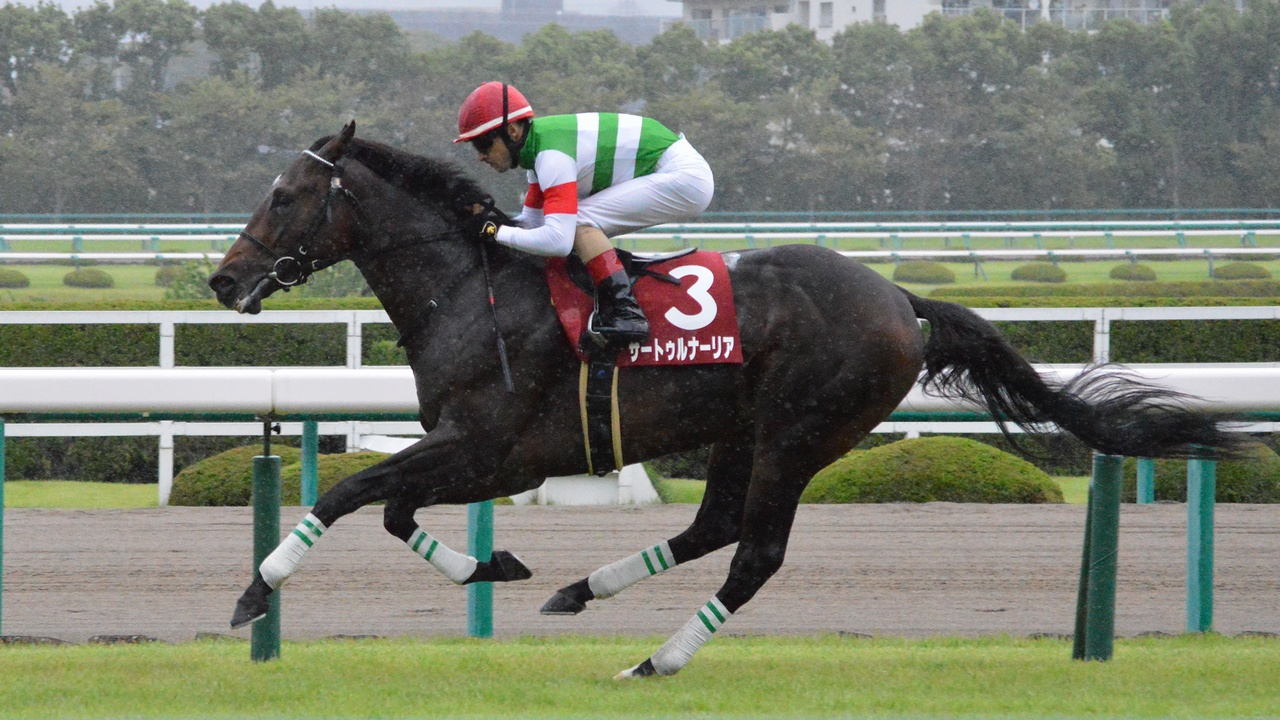
第67回神戸新聞杯

3着までの馬に菊花賞の優先出走権が与えられるトライアル競走。上位3頭の優先出走付与は1991年（当時は「菊花賞指定オープン」。1995年に指定オープンも一律トライアルに呼称を統一）からである。2000年以降は京都新聞杯が5月施行となったため、関西地区で唯一の菊花賞トライアルとなった。
1953年に「神戸盃」の名称で創設された4歳（現3歳）馬による重賞競走。1972年より現名称となった。
創設時は阪神競馬場の芝2000mでハンデキャップ競走として行われ、その後距離や負担重量は幾度かの変遷を経て、負担重量は2003年から馬齢に、距離は阪神競馬場の馬場改修で外回りコースが新設された2007年から芝2400mに変更された。
地方競馬所属馬は1995年から、外国産馬は2001年からそれぞれ出走可能になり、2010年からは外国馬も出走可能な国際競走となった。

### 競走条件
以下の内容は、2024年現在のもの。
出走資格：サラ系3歳牡馬・牝馬
- JRA所属馬（外国産馬含む）
- 地方競馬所属馬（後述）
- 外国調教馬（優先出走）

負担重量：馬齢（牡57kg、牝55kg）
菊花賞のステップ競走に指定されており、地方競馬所属馬は菊花賞の出走候補馬（3頭）に優先出走が認められているほか、春のクラシック競走およびNHKマイルカップで2着以内の成績を収めた馬にも出走資格が与えられる。

### 賞金
2022年の1着賞金は5400万円で、以下2着2200万円、3着1400万円、4着810万円、5着540万円。

## 歴史
- 1953年 - 4歳馬による重賞競走として「神戸盃」の名称で創設、阪神競馬場芝2000mで施行[6]。第1回当初より正賞は神戸新聞社賞[10]。
- 1972年 - 名称を「神戸新聞杯」に変更[6]。
- 1984年 - グレード制施行によりGIII[注 1]に格付け[6]。
- 1987年 - GII[注 1]に格上げ[8]。
- 1991年 - 「菊花賞指定オープン重賞」に指定。3着までの馬に菊花賞の優先出走権が与えられる[8]。
- 1994年 - 「JRA創立40周年記念」の副称をつけて施行[8]。
- 1995年
  - 菊花賞トライアルに指定[8]。
  - 指定交流競走および菊花賞のステップ競走に指定され、地方競馬所属馬（菊花賞の出走候補馬）が2頭まで出走可能となる[8]。
- 2000年
  - 出走条件を4歳牡馬・牝馬に変更[6]。
  - 地方競馬所属馬（菊花賞の出走候補馬）の出走枠を3頭に拡大[8]。
- 2001年
  - 馬齢表示の国際基準への変更に伴い、出走条件を「3歳牡馬・牝馬」に変更。
  - 混合競走に指定、外国産馬が出走可能になる[8]。
- 2007年
  - 日本のパートI国昇格に伴い、格付表記をJpnIIに変更[11]。
  - 施行距離を芝外回り2400mに変更。
- 2010年
  - 国際競走に変更され、外国調教馬が9頭まで出走可能となる[12]。
  - 格付表記をGII（国際格付）に変更[12]。
- 2020年
  - 京都競馬場の改修工事に伴う開催日割の変更のため中京競馬場芝2200mで施行（2021年・2022年も同様）[13]。
  - 新型コロナウイルスの感染拡大防止のため、「無観客競馬」として実施[14]。
- 2024年 ｰ 阪神競馬場リフレッシュ工事に伴う開催日割の変更のため中京競馬場芝2200mで施行[15]。

### 歴代優勝馬
コース種別を表記していない距離は、芝コースを表す。
優勝馬の馬齢は、2000年以前も現行表記に揃えている。
競走名は第19回まで「神戸杯」、第20回以降は「神戸新聞杯」。
| 回数   | 年月日         | 競馬場 | 距離  | 優勝馬             | 性齢 | タイム   | 優勝騎手   | 管理調教師 | 馬主                           |
| ------ | -------------- | ------ | ----- | ------------------ | ---- | -------- | ---------- | ---------- | ------------------------------ |
| 第1回  | 1953年11月8日  | 阪神   | 2000m | ワカクサ           | 牝3  | 2:05 0/5 | 佐藤勇     | 石門虎吉   | 宇治田泰次郎                   |
| 第2回  | 1954年11月7日  | 阪神   | 2000m | ダイナナホウシユウ | 牡3  | 2:03 2/5 | 上田三千夫 | 上田武司   | 上田清次郎                     |
| 第3回  | 1955年10月30日 | 阪神   | 1600m | ケンシユン         | 牡3  | 1:38 2/5 | 清田十一   | 伊藤勝吉   | 伊藤由五郎                     |
| 第4回  | 1956年10月7日  | 阪神   | 1800m | トサモアー         | 牝3  | 1:52 1/5 | 松永高徳   | 清水茂次   | 小松重四郎                     |
| 第5回  | 1957年10月20日 | 阪神   | 2000m | ミスオンワード     | 牝3  | 2:06 4/5 | 栗田勝     | 武田文吾   | 樫山純三                       |
| 第6回  | 1958年10月19日 | 阪神   | 2000m | タカハル           | 牡3  | 2:05 0/5 | 近藤武夫   | 伊藤勝吉   | コーホー                       |
| 第7回  | 1959年10月18日 | 阪神   | 2000m | ハツライ           | 牡3  | 2:06.3   | 清田十一   | 伊藤勝吉   | 大久保常吉                     |
| 第8回  | 1960年10月16日 | 阪神   | 2000m | クインオンワード   | 牝3  | 2:05.8   | 栗田勝     | 武田文吾   | 樫山（株）                     |
| 第9回  | 1961年10月15日 | 阪神   | 2000m | スギヒメ           | 牝3  | 2:05.1   | 諏訪真     | 諏訪佐市   | 小杉咲枝                       |
| 第10回 | 1962年10月21日 | 阪神   | 2000m | リユウフオーレル   | 牡3  | 2:04.2   | 宮本悳     | 橋本正晴   | 三好笑子                       |
| 第11回 | 1963年10月13日 | 阪神   | 2000m | コウライオー       | 牡3  | 2:05.2   | 浅見国一   | 吉田三郎   | 高田政治                       |
| 第12回 | 1964年10月11日 | 阪神   | 2000m | オンワードセカンド | 牡3  | 2:04.0   | 松本善登   | 武田文吾   | 樫山（株）                     |
| 第13回 | 1965年10月3日  | 阪神   | 2000m | ダイコーター       | 牡3  | 2:04.7   | 栗田勝     | 上田武司   | 上田清次郎                     |
| 第14回 | 1966年10月2日  | 京都   | 2000m | ハードイツト       | 牝3  | 2:08.1   | 簗田善則   | 坪重兵衛   | 吉田久博                       |
| 第15回 | 1967年9月24日  | 阪神   | 2000m | フジエース         | 牡3  | 2:04.4   | 高尾武士   | 田中良平   | 伊藤忠雄                       |
| 第16回 | 1968年9月29日  | 阪神   | 1800m | ダイイチオー       | 牡3  | 1:50.4   | 武邦彦     | 高橋直三   | 上田正次                       |
| 第17回 | 1969年9月21日  | 阪神   | 1900m | ウチュウオー       | 牡3  | 1:56.3   | 大根田裕也 | 梅内慶蔵   | 工藤玄治                       |
| 第18回 | 1970年9月27日  | 阪神   | 1900m | ニューペガサス     | 牡3  | 2:00.4   | 領家政蔵   | 田中良平   | 高木茂                         |
| 第19回 | 1971年10月3日  | 阪神   | 1900m | ニホンピロムーテー | 牡3  | 2:00.4   | 福永洋一   | 服部正利   | 小林保                         |
| 第20回 | 1972年10月1日  | 阪神   | 2000m | タイテエム         | 牡3  | 2:00.5   | 須貝四郎   | 橋田俊三   | （有）名鯛興業                 |
| 第21回 | 1973年9月30日  | 阪神   | 2000m | ホウシュウリッチ   | 牡3  | 2:06.2   | 松田博資   | 上田武司   | 上田清次郎                     |
| 第22回 | 1974年9月29日  | 阪神   | 2000m | キタノカチドキ     | 牡3  | 2:00.8   | 武邦彦     | 服部正利   | 初田豊                         |
| 第23回 | 1975年9月28日  | 阪神   | 2000m | トウフクホープ     | 牡3  | 2:03.9   | 稲部和久   | 諏訪真     | 井上芳春                       |
| 第24回 | 1976年10月3日  | 阪神   | 2000m | トウショウボーイ   | 牡3  | 1:58.9   | 福永洋一   | 保田隆芳   | トウショウ産業（株）           |
| 第25回 | 1977年10月2日  | 阪神   | 2000m | アイノクレスピン   | 牝3  | 2:02.3   | 目野哲也   | 土門健司   | 田中幸                         |
| 第26回 | 1978年10月1日  | 阪神   | 2000m | バンブトンコート   | 牡3  | 2:02.4   | 河内洋     | 伊藤修司   | 樋口正蔵                       |
| 第27回 | 1979年9月30日  | 中京   | 2000m | ネーハイジェット   | 牡3  | 2:03.1   | 岩元市三   | 布施正     | 内海都一                       |
| 第28回 | 1980年9月28日  | 阪神   | 2000m | ノースガスト       | 牡3  | 2:02.8   | 田島良保   | 二分久男   | 鈴木忠男                       |
| 第29回 | 1981年9月27日  | 阪神   | 2000m | アグネステスコ     | 牝3  | 2:02.6   | 西浦勝一   | 久保道雄   | 渡辺孝男                       |
| 第30回 | 1982年10月3日  | 阪神   | 2000m | ハギノカムイオー   | 牡3  | 1:59.9   | 伊藤清章   | 伊藤修司   | 日隈広吉 中村和夫              |
| 第31回 | 1983年10月2日  | 阪神   | 2000m | スズカコバン       | 牡3  | 2:01.1   | 田島良保   | 小林稔     | 永井永一                       |
| 第32回 | 1984年9月30日  | 阪神   | 2000m | ダイゼンシルバー   | 牡3  | 1:59.8   | 猿橋重利   | 中村好夫   | 大塚弘美                       |
| 第33回 | 1985年9月29日  | 阪神   | 2000m | スピードヒーロー   | 牡3  | 2:04.2   | 河内洋     | 中尾正     | 市川幸助                       |
| 第34回 | 1986年9月28日  | 阪神   | 2000m | タケノコマヨシ     | 牡3  | 2:00.1   | 伊藤清章   | 伊藤修司   | 梅原トモ                       |
| 第35回 | 1987年9月27日  | 阪神   | 2000m | マックスビューティ | 牝3  | 2:02.4   | 田原成貴   | 伊藤雄二   | 田所祐                         |
| 第36回 | 1988年9月25日  | 阪神   | 2000m | ヤエノダイヤ       | 牡3  | 2:05.1   | 田島良保   | 荻野光男   | （有）富士                     |
| 第37回 | 1989年9月24日  | 阪神   | 2000m | オサイチジョージ   | 牡3  | 2:00.3   | 丸山勝秀   | 土門一美   | 野出長一                       |
| 第38回 | 1990年9月23日  | 中京   | 2000m | センターショウカツ | 牡3  | 2:00.3   | 松永昌博   | 松永善晴   | 中野優                         |
| 第39回 | 1991年9月22日  | 中京   | 2000m | ロングタイトル     | 牡3  | 2:00.1   | 加用正     | 大根田裕也 | 中井長一                       |
| 第40回 | 1992年9月27日  | 阪神   | 2000m | キョウエイボーガン | 牡3  | 2:05.2   | 松永幹夫   | 野村彰彦   | 松岡正雄                       |
| 第41回 | 1993年9月26日  | 阪神   | 2000m | ビワハヤヒデ       | 牡3  | 2:02.9   | 岡部幸雄   | 浜田光正   | （有）ビワ                     |
| 第42回 | 1994年9月18日  | 中京   | 2000m | スターマン         | 牡3  | 2:00.6   | 藤田伸二   | 長浜博之   | 誓山正伸                       |
| 第43回 | 1995年9月17日  | 京都   | 2000m | タニノクリエイト   | 牡3  | 1:59.8   | 村本善之   | 森秀行     | 谷水雄三                       |
| 第44回 | 1996年9月15日  | 阪神   | 2000m | シロキタクロス     | 牡3  | 2:01.2   | 角田晃一   | 加藤敬二   | 小西勇                         |
| 第45回 | 1997年9月14日  | 阪神   | 2000m | マチカネフクキタル | 牡3  | 2:00.0   | 南井克巳   | 二分久男   | 細川益男                       |
| 第46回 | 1998年9月20日  | 阪神   | 2000m | カネトシガバナー   | 牡3  | 2:01.9   | 秋山真一郎 | 野村彰彦   | 兼松利男                       |
| 第47回 | 1999年9月19日  | 阪神   | 2000m | オースミブライト   | 牡3  | 2:01.2   | 武幸四郎   | 中尾正     | 山路秀則                       |
| 第48回 | 2000年9月24日  | 阪神   | 2000m | フサイチソニック   | 牡3  | 2:01.6   | 四位洋文   | 松田国英   | 関口房朗                       |
| 第49回 | 2001年9月23日  | 阪神   | 2000m | エアエミネム       | 牡3  | 1:59.5   | 松永幹夫   | 伊藤雄二   | （株）ラッキーフィールド       |
| 第50回 | 2002年9月22日  | 阪神   | 2000m | シンボリクリスエス | 牡3  | 1:59.1   | 岡部幸雄   | 藤沢和雄   | シンボリ牧場                   |
| 第51回 | 2003年9月28日  | 阪神   | 2000m | ゼンノロブロイ     | 牡3  | 1:59.5   | K.デザーモ | 藤沢和雄   | 大迫忍                         |
| 第52回 | 2004年9月26日  | 阪神   | 2000m | キングカメハメハ   | 牡3  | 1:59.0   | 安藤勝己   | 松田国英   | 金子真人                       |
| 第53回 | 2005年9月25日  | 阪神   | 2000m | ディープインパクト | 牡3  | 1:58.4   | 武豊       | 池江泰郎   | 金子真人ホールディングス（株） |
| 第54回 | 2006年9月24日  | 中京   | 2000m | ドリームパスポート | 牡3  | 1:58.1   | 高田潤     | 松田博資   | ジョイ・レースホース（株）     |
| 第55回 | 2007年9月23日  | 阪神   | 2400m | ドリームジャーニー | 牡3  | 2:24.7   | 武豊       | 池江泰寿   | （有）サンデーレーシング       |
| 第56回 | 2008年9月28日  | 阪神   | 2400m | ディープスカイ     | 牡3  | 2:25.3   | 四位洋文   | 昆貢       | 深見敏男                       |
| 第57回 | 2009年9月27日  | 阪神   | 2400m | イコピコ           | 牡3  | 2:24.2   | 四位洋文   | 西園正都   | （株）錦岡牧場                 |
| 第58回 | 2010年9月26日  | 阪神   | 2400m | ローズキングダム   | 牡3  | 2:25.9   | 武豊       | 橋口弘次郎 | （有）サンデーレーシング       |
| 第59回 | 2011年9月25日  | 阪神   | 2400m | オルフェーヴル     | 牡3  | 2:28.3   | 池添謙一   | 池江泰寿   | （有）サンデーレーシング       |
| 第60回 | 2012年9月23日  | 阪神   | 2400m | ゴールドシップ     | 牡3  | 2:25.2   | 内田博幸   | 須貝尚介   | 小林英一                       |
| 第61回 | 2013年9月22日  | 阪神   | 2400m | エピファネイア     | 牡3  | 2:24.8   | 福永祐一   | 角居勝彦   | （有）キャロットファーム       |
| 第62回 | 2014年9月28日  | 阪神   | 2400m | ワンアンドオンリー | 牡3  | 2:24.4   | 横山典弘   | 橋口弘次郎 | 前田幸治                       |
| 第63回 | 2015年9月27日  | 阪神   | 2400m | リアファル         | 牡3  | 2:26.7   | C.ルメール | 音無秀孝   | （有）キャロットファーム       |
| 第64回 | 2016年9月25日  | 阪神   | 2400m | サトノダイヤモンド | 牡3  | 2:25.7   | C.ルメール | 池江泰寿   | 里見治                         |
| 第65回 | 2017年9月24日  | 阪神   | 2400m | レイデオロ         | 牡3  | 2:24.6   | C.ルメール | 藤沢和雄   | （有）キャロットファーム       |
| 第66回 | 2018年9月23日  | 阪神   | 2400m | ワグネリアン       | 牡3  | 2:25.6   | 藤岡康太   | 友道康夫   | 金子真人ホールディングス（株） |
| 第67回 | 2019年9月22日  | 阪神   | 2400m | サートゥルナーリア | 牡3  | 2:26.8   | C.ルメール | 角居勝彦   | （有）キャロットファーム       |
| 第68回 | 2020年9月27日  | 中京   | 2200m | コントレイル       | 牡3  | 2:12.5   | 福永祐一   | 矢作芳人   | 前田晋二                       |
| 第69回 | 2021年9月26日  | 中京   | 2200m | ステラヴェローチェ | 牡3  | 2:18.0   | 吉田隼人   | 須貝尚介   | 大野剛嗣                       |
| 第70回 | 2022年9月25日  | 中京   | 2200m | ジャスティンパレス | 牡3  | 2:11.1   | 鮫島克駿   | 杉山晴紀   | 三木正浩                       |
| 第71回 | 2023年9月24日  | 阪神   | 2400m | サトノグランツ     | 牡3  | 2:23.5   | 川田将雅   | 友道康夫   | 里見治                         |
| 第72回 | 2024年9月22日  | 中京   | 2200m | メイショウタバル   | 牡3  | 2:11.8   | 浜中俊     | 石橋守     | 松本好雄                       |